# Reykjarfjörður, Ísafjarðardjúp
Reykjarfjörður är en fjord i republiken Island.   Den ligger i regionen Västfjordarna, i den västra delen av landet, 200 km norr om huvudstaden Reykjavík.
Inlandsklimat råder i trakten. Årsmedeltemperaturen i trakten är −1 °C. Den varmaste månaden är augusti, då medeltemperaturen är 10 °C, och den kallaste är februari, med −8 °C.